# Espacio vectorial conveniente
Un espacio vectorial conveniente es un tipo de espacio vectorial localmente convexo que además es {\displaystyle \scriptstyle c^{\infty }}-completo. Una propiedad importante es que en dichos espacios vectoriales puede definirse el concepto de integral (antiderviada) de una función de variable real que toma valores en un espacio vectorial conveniente.

## Definición
La propiedad clave es la de {\displaystyle \scriptstyle c^{\infty }}-completitud. Un espacio {\displaystyle \scriptstyle E} tiene esta propiedad si se cumple alguna de las tres propiedades siguientes:
1. Cualquier sucesión de Mackey-Cauchy converge (una secuencia es de Mackey-Cauchy si converge en el sentido de Mackey hacia 0, es decir, es Mackey-convergente hacia 0. Una sucesión {\displaystyle \scriptstyle (x_{n})} converge a x en el sentido de Mackey si existe una sucesión {\displaystyle \scriptstyle (\lambda _{n}):\ 0<\lambda _{n}\to \infty } tal que {\displaystyle \scriptstyle (\lambda _{n}(x_{n}-x))} es acotada).
2. Si {\displaystyle \scriptstyle B\subset E} es un conjunto cerrado, acotado y absolutamente convexo, entonces el espacio lineal generado por {\displaystyle \scriptstyle E_{B}=\mathrm {span} (B)\subset E} es un espacio de Banach.
3. Cualquier curva lipshitziana en {\displaystyle \scriptstyle E} es localmente integrable en el sentido de Riemann.
4. Para cualquier {\displaystyle \scriptstyle c_{1}\in C^{\infty }(\mathbb {R} ,E)} existe un {\displaystyle \scriptstyle c_{2}\in C^{\infty }(\mathbb {R} ,E)} tal que {\displaystyle \scriptstyle c_{1}=c'_{2}} (existencia de antiderivada).